# Nannilam
Nannilam là một thị xã panchayat của quận Thiruvarur thuộc bang Tamil Nadu, Ấn Độ.

## Địa lý
Nannilam có vị trí 10°53′B 79°37′Đ / 10,88°B 79,62°Đ Nó có độ cao trung bình là 7 mét (22 feet).

## Nhân khẩu
Theo điều tra dân số năm 2001 của Ấn Độ, Nannilam có dân số 9880 người. Phái nam chiếm 50% tổng số dân và phái nữ chiếm 50%. Nannilam có tỷ lệ 75% biết đọc biết viết, cao hơn tỷ lệ trung bình toàn quốc là 59,5%: tỷ lệ cho phái nam là 81%, và tỷ lệ cho phái nữ là 68%. Tại Nannilam, 10% dân số nhỏ hơn 6 tuổi.